# جیمز هولمز (بازیکن فوتبال)
جیمز هولمز (انگلیسی: James Holmes؛ زادهٔ ۱ ژانویهٔ ۱۸۶۹) بازیکن فوتبال اهل بریتانیا است.
از باشگاه‌هایی که در آن بازی کرده‌است می‌توان به باشگاه فوتبال لیورپول اشاره کرد.